# هاموشيات
هاموشيات أو عائلة كايرونوميدي أو فصيلة كيرونوميدي (الإسم العلمي:Chironomidae)، هي فصيلة من الحشرات تتبع رتبة ذوات الجناحين. تُشبه أنواع هذه الفصيلة البعوض من الناحية الشكلية، تُعتبر هذه الفصيلة من أكبر فصائل الحشرات. إذ تحتوي على أكثر من عشرة آلاف نوع في أكثر من 500 جنس من الحشرات تابعة لإحدى عشرة فُصيلة أو أسرة.